# Anthony Havelock-Allan
Anthony Havelock-Allan, właśc. Sir Anthony James Allan Havelock-Allan (ur. 28 lutego 1904 w Darlington, zm. 11 stycznia 2003 w Londynie) – brytyjski scenarzysta i producent filmowy. 

## Życiorys
Pomimo swego arystokratycznego pochodzenia oraz odebrania starannego wykształcenia w Anglii i Szwajcarii, już w młodości postanowił zerwać z rodzinną tradycją kariery wojskowej i zająć się zawodowo pracą w branży filmowej.
Od końca lat 30. do początku lat 50. był jednym z wiodących producentów w kinie brytyjskim oraz przewodniczącym Brytyjskiej Akademii Filmowej (1952). Stale współpracował z reżyserami Davidem Leanem i Ronaldem Neamem, a w produkowanych przez niego filmach główne role grała często Valerie Hobson, prywatnie jego żona.
Był trzykrotnie nominowany do Oscara: za najlepszy scenariusz adaptowany do filmów Leana Spotkanie (1945) i Wielkie nadzieje (1946) oraz jako producent nominowanego za najlepszy film roku Romea i Julii (1968) w reżyserii Franka Zeffirellego. Współtworzył również takie klasyczne filmy jak m.in. Nasz okręt (1942), Seans (1945), Otello (1965) czy Córka Ryana (1970), po którym ostatecznie wycofał się z pracy w branży filmowej.
W 1975 odziedziczył po zmarłym ojcu tytuł baroneta. Zmarł w Londynie w wieku 98 lat.